# Les Diables rouges face aux SS
Pour l’article homonyme, voir Kozara (homonymie).

Les Diables rouges face aux SS (Kozara) est un film yougoslave réalisé par Veljko Bulajić et sorti en 1962. Il a été primé au Festival de Moscou en 1963.

## Synopsis
Kozara raconte la lutte des partisans yougoslaves contre les Nazis en 1942, lors de l'Opération Bosnie-Ouest, aussi connue sous le nom de Bataille de Kozara. 35 000 partisans et 80 000 hommes, femmes et enfants, encerclés par les soldats allemands dans les montagnes, résistent héroïquement.

## Fiche technique
- Titre français : Les Diables rouges face aux SS[2]
- Titre original : Kozara
- Réalisation : Veljko Bulajić
- Scénario :  Stevan Bulajic, Veljko Bulajic, Ratko Djurovic, Skender Kulenovic, Berislav Orlovic, Vladimir Spindler
- Photographie : Aleksandar Sekulovic
- Musique : Vladimir Kraus-Rajteric
- Montage : Katarina Stojanovic
- Production :  Bosna Film
- Pays de production :  Yougoslavie
- Durée : 124 minutes
- Date de sortie : 
  - Yougoslavie : 2 août 1962 (Festival du film de Pula)
  - France : 7 août 1963

## Distribution
- Bert Sotlar : komandir Vuksa
- Velimir 'Bata' Zivojinovic : Sorga
- Milena Dravic : Milja
- Olivera Markovic : Andja
- Dragomir Felba : Obrad
- Ljubisa Samardzic : Mitar

## Distinctions
- 1962 : Grande Arène d'or au Festival du film de Pula
- 1963 : Meilleur film au Festival de Moscou[3].